# Openbaar vervoer in Dordrecht
Het openbaar vervoer in Dordrecht bestaat uit diverse treindiensten, busvervoer, en veerdiensten in de stad Dordrecht, in de Nederlandse provincie Zuid-Holland. Dordrecht kent binnen de stadsgrenzen drie spoorlijnen. Al deze drie spoorlijnen komen samen bij het centrale station van Dordrecht: station Dordrecht. 
Daarnaast heeft Dordrecht nog twee andere stations: Dordrecht Zuid, welke gelegen ligt aan de spoorlijn Dordrecht - Roosendaal/Breda; en Dordrecht Stadspolders, welke gelegen ligt aan de spoorlijn Dordrecht - Geldermalsen. 
De treindiensten worden uitgevoerd door de Nederlandse Spoorwegen en Qbuzz. Al het busverkeer, op drie lijnen na, worden ook uitgevoerd door Qbuzz. 

## Treindiensten
Dordrecht wordt in de dienstregeling 2025 door de volgende treinseries bediend:
| Serie            | Treinsoort            | Route | Bijzonderheden |
| ---------------- | --------------------- | --- | --- |
| 2200             | Intercity (NS)        | Amsterdam Centraal – Amsterdam Sloterdijk – Haarlem – Leiden Centraal – Den Haag HS – Delft – Schiedam Centrum – Rotterdam Centraal – Dordrecht – Roosendaal – Vlissingen                                  | Rijdt op weekdagen overdag 1x/uur en vormt een halfuurdienst met series 2300 (tussen Amsterdam Centraal en Roosendaal) en 6500 (tussen Roosendaal en Vlissingen). 's Avonds en in het weekend rijdt deze serie 2x/uur.                                                                        |
| 2300             | Intercity (NS)        | Amsterdam Centraal – Amsterdam Sloterdijk – Haarlem – Leiden Centraal – Den Haag HS – Delft – Schiedam Centrum – Rotterdam Centraal – Dordrecht – Roosendaal – Vlissingen                                  | Rijdt alleen op weekdagen overdag en rijdt 1x/uur. Vormt tussen Amsterdam Centraal en Roosendaal een halfuursdienst met serie 2200. 's Avonds en in het weekend rijdt serie 2200 2x/uur. |
| 2400             | Intercity direct (NS) | Lelystad Centrum – Almere Buiten – Almere Centrum – Amsterdam Zuid – Schiphol Airport – Rotterdam Centraal                                                                                                 | Via HSL. Wordt na 20:00 uur en op zondag vervangen door Intercity direct 12400 die enkel tussen Amsterdam Zuid en Rotterdam Centraal rijdt. Vormt een halfuursdienst met Eurocity direct 9500. Rijdt tot 8:00 richting Lelystad twee maal per uur ter vervanging van de Eurocity direct 9500. |
| 3500             | Intercity (NS)        | Dordrecht – Rotterdam Centraal – Schiedam Centrum – Delft – Den Haag HS – Leiden Centraal – Schiphol Airport – Amsterdam Zuid – Utrecht Centraal – 's-Hertogenbosch – Eindhoven Centraal – Helmond – Venlo | Rijdt na circa 22:30, op zaterdagochtend tot circa 9:00 en op zondagochtend tot circa 10:00 niet tussen Dordrecht en Utrecht Centraal v.v. |
| 5000             | Sprinter (NS)         | Den Haag Centraal – Den Haag HS – Delft – Schiedam Centrum – Rotterdam Centraal – Rotterdam Blaak – Rotterdam Lombardijen – Dordrecht                                                                      | Rijdt niet na 20:00 uur en in het weekend. |
| 5100             | Sprinter (NS)         | Den Haag Centraal – Den Haag HS – Delft – Schiedam Centrum – Rotterdam Centraal – Rotterdam Blaak – Rotterdam Lombardijen – Dordrecht                                                                      | |
| 5200             | Sprinter (NS)         | Den Haag Centraal – Den Haag HS – Delft – Schiedam Centrum – Rotterdam Centraal – Rotterdam Blaak – Rotterdam Lombardijen – Dordrecht                                                                      | Rijdt enkel van maandag tot en met donderdag tot circa 19:00 uur. |
| 5900             | Sprinter (NS)         | Dordrecht – Dordrecht Zuid – Roosendaal | Rijdt na 20:00 uur en in het weekend 1x/uur. |
| 6600             | Sprinter (NS)         | Dordrecht – Dordrecht Zuid – Breda – Tilburg – 's-Hertogenbosch – Nijmegen – Arnhem Centraal | Rijdt alleen doordeweeks tot 19:00 uur tussen Nijmegen en Arnhem Centraal v.v. |
| 7100             | Stoptrein (Qbuzz)     | Dordrecht – Dordrecht Stadspolders – Gorinchem | Rijdt onder de formule van R-net. Stopt niet in Hardinxveld Blauwe Zoom. |
| 7200             | Stoptrein (Qbuzz)     | Dordrecht – Dordrecht Stadspolders – Gorinchem – Geldermalsen | Rijdt onder de formule van R-net. |
| Nachttrein 17300 | Nachttrein (Qbuzz)    | Dordrecht – Rotterdam Centraal – Rotterdam Alexander – Gouda – Woerden – Utrecht Centraal | Rijdt op vrijdag- en zaterdagnacht twee ritten in beide richtingen. |
| 21410            | Intercity (NS)        | Rotterdam Centraal – Dordrecht – Eindhoven Centraal | Nachtnet. Rijdt alleen in de nachten volgend op vrijdag en zaterdag. |

## Bussen
Alle lijnen worden gereden door Qbuzz, tenzij anders vermeld.

### stadsBuzz
| Lijn | Route | Bijzonderheden |
| ---- | --- | -------------- |
| 2    | Dordrecht: (Dubbeldam - Gezondheidspark -) Centraal Station - Centrum - Zwijndrecht: Station - Nederhoven - Ziekenhuis - Hendrik-Ido-Ambacht: Ambachtsezoom - De Sandeling |                |
| 3    | Dordrecht: Station Stadspolders - Oudelandshoek - Reeland - Centraal Station - Centrum - Oud-Krispijn - Wielwijk - Crabbehof                                               |                |
| 4    | Dordrecht: Amstelwijck - Wielwijk - Oud-Krispijn - Centrum - Centraal Station - Staart-West (- Staart-Oost) / (→ Papendrecht: Westpolder → Molenvliet)                     |                |
| 5    | Dordrecht: Stadspolders - Reeland - Centraal Station - Centrum - Oud-Krispijn - Zuidhoven - Sterrenburg                                                                    |                |
| 7    | Dordrecht: Sterrenburg - Gezondheidspark - Reeland - Centraal Station - Centrum - Industriegebied West - ((Krabbepolder -) Dordtse Kil)                                    |                |
| 10   | Dordrecht: P+R Energiehuis - Binnenstad - Centraal Station |                |
| 13   | Dordrecht: Station Stadspolders → Oudelandshoek → Reeland → Centraal Station → Centrum                                                                                     |                |
| 14   | (Dordrecht: (Staart-Oost) / (Papendrecht: Molenvliet → Westpolder) → Dordrecht: Staart-West → Centraal Station → Centrum                                                   |                |

### streekBuzz
| Lijn | Route                                                                                       | Bijzonderheden |
| ---- | ------------------------------------------------------------------------------------------- | -------------- |
| 92   | Dordrecht - Zwijndrecht - Hendrik-Ido-Ambacht - Rotterdam (Station Lombardijen - Zuidplein) |                |
| 93   | Nieuw-Lekkerland - Dordrecht                                                                |                |

### Streekbus overige vervoerders
| Lijn | Route                                                                                             | Vervoerder | Bijzonderheden |
| ---- | ------------------------------------------------------------------------------------------------- | ---------- | -------------- |
| 145  | Rotterdam (Kralingse Zoom - P+R Beverwaard) - Ridderkerk (De Riederborgh - Drievliet) - Dordrecht | RET        |                |
| 166  | Dordrecht - 's-Gravendeel - Maasdam - Puttershoek - Heinenoord - Rotterdam Zuidplein              | Connexxion |                |
| 176  | Rotterdam Zuidplein - Puttershoek - Maasdam - 's-Gravendeel ← Dordrecht                           | Connexxion | Spitslijn      |

### R-net
| Lijn | Route                                                                                  | Bijzonderheden |
| ---- | -------------------------------------------------------------------------------------- | -------------- |
| 416  | Alblasserdam - Papendrecht Busstation - Dordrecht (Gezondheidspark - Centraal Station) |                |
| 488  | Dordrecht - Zwijndrecht - Hendrik-Ido-Ambacht - Rotterdam Kralingse Zoom               |                |

## Veerdiensten
Alle veerdiensten worden uitgevoerd door Aqualiner. Het veernetwerk kent 4 lijnen, deze lijnen bedienen allemaal de Merwekade. Hier kan worden overgestapt op stadsBuzz 10.
| Lijn | Route | Bijzonderheden                                                                                                |
| ---- | --- | --- |
| 20   | Dordrecht Merwekade - Papendrecht Noordhoek - Hendrik-Ido-Ambacht - Alblasserdam - Ridderkerk - Krimpen a/d IJssel - Capelle a/d IJssel - Rotterdam Erasmusbrug                    | |
| 21   | (Dordrecht Merwekade - Papendrecht Noordhoek - Hendrik-Ido-Ambacht - Alblasserdam - Ridderkerk - Krimpen a/d IJssel -) / (Kinderdijk -) Capelle a/d IJssel - Rotterdam Erasmusbrug | 's Ochtends vaart één rit van Dordrecht naar Rotterdam, 's avonds vaart één rit van Rotterdam naar Dordrecht. |
| 22   | (Dordrecht Hooikade - Zwijndrecht -) Dordrecht Merwekade - Papendrecht Veerdam | Het traject Hooikade - Zwijndrecht wordt alleen in de zomerperiode (maandag t/m zaterdag) bediend.            |
| 23   | Dordrecht Merwekade - Papendrecht Rosmolenweg - Hollandse Biesbosch - Sliedrecht Middeldiep                                                                                        | In de zomerperiode (april - september) ook in het weekend.                                                    |